# Gerlinci
Gerlinci (mađarski: Görhegy, prekomurski: Göronci, njemački: Jörgelsdorf) je naselje u slovenskoj Općini Cankova. Gerlinci se nalazi u pokrajini Prekmurju i statističkoj regiji Pomurju. 

## Stanovništvo
Prema popisu stanovništva iz 2002. godine naselje je imalo 371 stanovnika.